# Международна готика
Международната готика (нем. Die Internationale Gotik; фр. gothicité universelle) е фаза в готическото изкуство, която се развива в Бургундия, Бохемия, Франция и Северна Италия в края на 14 и началото на 15 век. След това получава широко разпространение в Западна Европа, от където идва и името на периода, въведено от френския историк на изкуството Луи Куражò в края на 19 век.
Първоначално това е стил на дворцова префиненост, но и по-грубовати версии са търсени от възложителите от търговската класа и дребната аристокрация. В Северна Европа „международната готика“ продължава стила, особено по отношение на декоративните елементи, дори до началото на 16 век, тъй като до Ренесанса не възниква никаква алтернативна декорация, която да я замени. Употребата на термина от изкуствоведите варира, като някои го използват по-широко от други.

## Разпространение
Международната готика има основно влияние в дворовете на император Карл IV (Прага), на краля на Германия и Бохемия Вацлав IV (Прага), на кралете на Франция Шарл V Мъдри и Шарл VI Безумни (Париж), на братята на Шарл V Луи I Валоа-Анжуйски, Филип II Смели (Дижон) и Жан дьо Бери, херцог Берийски и Овернски, на краля на Англия Ричард II и Анна Бохемска, в папския двор (Авиньон), в двора на херцога на Милано Джан Галеацо Висконти (Милано) и др.
Този куртоазен стил е култивиран в дворовете на практически всички европейски монарси от епохата на „златната есен на Средновековието“ и затова той е известен и като „придворна готика“. Във всяка европейска страна той има своите особености, съхранявайки в по-голяма или по-малка степен общите характерни черти. Културният обмен е толкова интензивен, че често не е възможно да се определи от коя държава и регионална школа произлиза дадено анонимно произведение. Мрежата на династичните бракове (напр. Ричард II и Анна Бохемска) обхваща Европа, разпространява се в множество дворове, превръщайки се в единно културно пространство, в което свободно се смесват и предметите на изкуството като подаръци и ръкописи, и пътешестващите художници в търсене на поръчки.
През този период творците и преносимите им произведения като илюстрованите ръкописи пътуват из континента, с което се създава общо естетическо чувство в благородническите среди и значително се намалява вариативността в националните стилове.
От социологическа гледна точка разпространението на стила на международната готика е не само с религиозна, но и със светска тематика: изготвят се голямо количество битови предмети и приложни изделия, и той е важен момент в развитието на историята на културата на Европа. Наблюдава се увеличаване на количеството изделия, поръчвани по светски поводи, не само от придворни и аристократи, но и от увеличилите своето благосъстояние буржоа.

### В Италия и Франция
Голяма част от развитието на стила се осъществява в Италия и се разпространява на север от Алпите, като оказва въздействие върху Франция отчасти чрез колонията италиански художници, свързани с папския двор в Авиньон и с творбите изложени в резиденцията през 1330-те и 1340-те години от сиенеца Симоне Мартини.
Република Сиена има голямо влияние върху развитието на стила, но се придържа към собствения си благороден готически стил през целия период, а дори и след него, докато пищният милански двор на Висконти, също свързан с френското кралско семейство, е най-важният италиански център на дворцовия стил. Когато стилът се разпространява в Северна Европа, италианските художници на свой ред са повлияни от него.

### В Бохемия
Значима бохемска версия на стила е развита в двора на Карл IV в Прага, който за кратък период става водеща сила в развитието на европейското изкуство. Карл IV произхожда от династията на Люксембургите и е наставляван от бъдещия папа Климент VI. Като младеж той прекарва седем години във френския двор и посещава на два пъти Италия. Това и неговите семейни връзки му осигурява близки контакти с различни дворове във Франция, включително и в Авиньонското папство, а от 1363 г. и в отделеното Бургундско херцогство начело с Филип II.
В бохемския стил първоначално липсват издължените фигури от предходните векове, но не и пищността и сладостта на женските фигури, които са много популярни. Карл IV има поне една италианска олтарна творба, явно създадена в Италия и изпратена в Прага. За катедралата „Св. Вит“ той използва първоначално френски архитект, а след него германеца Петер Парлерж (* 1330 или 1333, Швебиш Гмюнд, † 13 юли 1399, Прага).
Известен представител на Пражката школа е Майсторът на Тршебонския олтар (на немски: Master of Wittingau) – бохемски художник, работил в Прага в периода 1380 – 1390 г. Прага се счита за един от творческите центрове на международната готика. Стилът на този анонимен автор е поетичен и съзерцателен, с религиозност, близка до мистицизма. Въпреки това той представя и известен реализъм. Напомня на някои композиции на Мелхиор Брудерлам, за които се смята, че са известни на Майстора от бургундския двор.
Името, с което е известен той, се дължи на олтарния образ, който прави за августинската Колегиална църква „Свети Елагий“ в град Тршебон в Южна Бохемия. Олтарната картина е от около 1380 – 1390 г. и е нарисувана с помощта на сътрудници. Тези работи са свързани с реформите на манастира, ръководени от самия император Карл. Готическият език на твореца се изразява чрез вмъкването на неговите фигури в пространства, мащабирани в дълбочина и моделирани от светлинен цвят – средство, което се появява за първи път в бохемската живопис, като вкусът към експресионистичната интензивност понякога води до гротескни резултати и дълбок патетизъм.

### Бургундска школа
Бургундската школа е представена от водещите там художници като Жан Малуел, Мелхиор Брьодерлам и Анри Белшоз.
- Мелхиор Брьодерлам (* ок. 1350 в Ипер, † сл. 1409) е един от най-ранните раннонидерландски художници, на когото могат с увереност да бъдат приписани оцелелите творби. Работи е предимно за Филип Смели, херцог на Бургундия, и е документиран от 1381 до 1409 г. Въпреки че само една голяма двойка пана (Дижонските) може да му бъде приписана със сигурност, никоя история на западната живопис не може да пренебрегне приноса му.
- Жан Малуел (* ок. 1365, † 1415) е художник от нидерландски произход. Той е придворен художник на Филип II Смели – херцог на Бургундия и на неговия приемник Жан Безстрашни. Херцогът през 1397 г. кани Малуел в Дижон в качеството на придворен художник и камердинер. От този момент той работи до края на дните си в двора на бургундските херцози. Около 1400 г. на служба на херцога постъпват и племенниците на художника, синове на неговата сестра Мехтилда – братя Лимбург, известни създатели на миниатюри.[3] Негово е авторството на голямото тондо „Оплакване на Христос“ (Париж, Лувър) с герба на Филип Смели на гърба. Картината е създадена около 1400 – 1410 г.[4] В тондото художникът обединява два сюжета, нарушавайки общоприетата форма: „Оплакването“ и „Троицата“: вместо само Мария и Христос са изобразени и Бог Отец, и Светият дух.

- Анри Белшоз (жив 1415, † пр. 28 януари 1445) е автор от Южна Нидерландия, един от най-значимите художници в началото на панелната живопис в Северна Европа и сред най-ранните художници на ранната нидерландска живопис. Той е автор на олтара „Разпятие и мъченичество на Свети Дионисий“ (1416, Лувър). Произведението е изпълнено за картезианския манастир Шанмол в Дижон, основан от Филип Смели. В манастира се помещава гробницата на Бургундските херцози. Верността на художника към местните традиции, щедрото използване на злато, прецизната изработка на детайлите, общото сходство в маниера на изпълнението на двамата официални живописци на бургундския двор[5] пораждат хипотезата, че това произведение е започнато от Малуел, а след смъртта му е завършено от Белшоз.

## Общ преглед
Основните произведения на международната готика са олтарните образи и миниатюрите в ръкописите. Съхранени са също и гоблени.
Картините, като правило, са изписани с темпера на дървена дъска. Разпространени са златният фон и украсата на фигурите със злато. Олтарните образи могат за имат от 2 до 10 панели. Тези вертикални панели имат типични готически арки – стреловидни или триъгълни вимперги. Рамката може да е украсена с орнаментална резба и да е позлатена. На самата повърхност на дъската, служейки за фон, може да бъде изрязан или направен от гипс нисък релеф (например клонки от дървета, шрифт). Тази резба се прави за да се създаде допълнителен живописен ефект на разкош.
Най-мощните европейски дворове също се стремят да се удивляват един друг чрез своите конструктивни украси с единствената цел да утвърдят своята власт. Това налага нова естетика, определяща поколение художници, които са много млади. Мобилността на известните архитекти, чийто престиж надхвърля границите на Франция, позволява в замяна да се разпространяват художествените иновации на новото време, изтривайки за известно време националните особености, като по този начин се създава международен стил.
Елегантността определя бъдещите поръчки през 14 век. Светският модел започва да определя осите на еволюция на архитектурните форми, които стават зависими от спонсорите.
Стогодишната война и Големият папски разкол на Запад причиняват постепенното разпадане на единното религиозно и кралско покровителство, което властва през Средновековието и което до този момент има тенденция да запази местните школи. Отсега нататък принцовете се насочват към услугите на все по-голям брой художници, архитекти и скулптори, носещи титлата valet de chambre в двореца на принца. Това само по себе си не предполага някаква особена функция, но показва, че художникът има статут и после получава пенсия, като остава свободен да отговаря на поръчки от други княжески дворове. Следователно тези художници са и придворни и възприемат съответния за двора дух и обичаи. Няма съмнение, че усъвършенстването на тогавашното изкуство се дължи на това.

### Архитектура
В архитектурата стилът се оказва изключително траен. Известни местни вариации са Перпендикулярната готика в Англия, Зондер готиката в Германия, Пламтящата готика във Франция, а по-късно и Мануелинът в Португалия и Исабелино-то на Исабел Кастилска.

#### Епоха на френските принцове (1380 – 1420)
Братята на крал Шарл V – Жан дьо Бери, Луи I Валоа-Анжуйски и Филип Смели са големи меценати: периодът е познат като „епохата на принцовете“. Те строят разкошни резиденции, където често забележителната декорация показва напредъка в интериора, вече заложен при Шарл V.
- Кулата „Мобержон“ – част от Двореца на графовете на Поатие (1388 – 1416).
- Дворец на графовете на Поатие (1388 – 1416).
- Сент Шапел дьо Райом (1395 – 1403).
- Камина в Двореца на графовете на Поатие (1388 – 1416)

През 1380-те години, с покровителството на херцог Жан дьо Бери – брат на Шарл V, са украсени монументални сгради, вече построени в предходните етапи на готическото изкуство. Архитектът на дьо Бери Ги дьо Дамартен е един от инициаторите и изпълнителите на украсите.
Кралският параклис „Сент Шапел дьо Райом“ в Райом е построен от 1394 до 1403 г. от Хюг Фуше – майстор-строител от Оверн за херцог Жан дьо Бери по проект на Ги дьо Дамартен и Пиер Юглар, и е последният останал елемент от рищната херцогска резиденция в Оверн, изобразена в Пребогатия часослов на херцог дьо Бери. В параклиса плетениците са вградени в прозорците и образуват криви и контракриви, и се наблюдава съчленение между витражите и каменните елементи на ажурната украса.
Херцог Жан дьо Бери, който получава като апанаж Графство Поатие, възстановява частта от двореца, разрушен от пожара през 1346 г. От една страна са издигнати замъкът и укрепленията, а от друга са възстановени частните апартаменти в новия готически стил от архитекта и скулптора Ги дьо Дамартин. Главната зала е украсена с великолепна тройна камина, стояща на няколко стъпала и приличаща на театрална завеса. Галерията над камината е предназначена за музикантите. Горната половина от стената е запълнена от композиция от пет части ажурни прозорци с декоративни украси. Като цяло каминната стена се състои от три самостоятелни части. Към предния слой се отнасят две спираловидни стълби, разположени на фона на крайните прозорци. Трите средни прозореца са разделени от високи пинакли и формират втория слой. Най-дълбокият слой на стената е съставен от ланцетни прозорци, между които се издигат димоходите. Тези три димохода затъмняват централните три секции с три средни ажурни стъкла. Пластичният декор на каминната стена съдържа статуи на Шарл VI и кралица Изабела Баварска, поставени на централните пинакли, обрамчени съотвено със статуите на възложителя Жан II Добрия и неговата съпруга Жана Овернска. Тези реконструкции са извършени от 1388 до 1416 г. по време на примирията през Стогодишната война.
Около 1400 г. Кулата „Мобержон“ (Tour Maubergeon) – старият донжон на Двореца на графовете на Поатие е реконструирана от Херцога на Бери на три етажа с оребрени сводове, осветена от витражи и украсена на върха с 19 статуи, от които са останали 16. Тези на херцога и съпругата му Жана II Овернска изчезват, а остават тези на техните васали в чиновнически дрехи. Останала незавършена, кулата няма горно ниво зъбери, покриващи статуите.
Най-активният меценат след херцог Жан дьо Бери е неговият племенник Луи Орлеански. Целта на Луи е да създаде не толкова отбранителни крепости колкото комфортни резиденции, където да може да се настанява, когато посещава многочислените си владения. Така той спомага за трансформирането на фортификационната архитектура в дворцова. На мястото на крепостите става модерен „ваканционният дворец“. Този преход е най-очевиден в замъка на Ла Ферте Милон, чието строителство е прекратено със смъртта на херцога. Между двете централни полуцилиндрични кули на западната стена се открива огромен отвор за врати със стреловидна арка. Над него в декоративна рамка е изработен релеф, изобразяващ модната за границата между 14 и 15 век сцена „Възнесение Богородично“. Използването на религиозна иконография над вратите на замъка е необичайно. Не е изключено възложителят да е имал намерение да привърне този замък в някакъв светски образ на Небесния Йерусалим.
Последният остатък от двореца на Херцозите на Бургундия е Кулата на Жан Безстрашни (Tour de Jean sans Peur) в Париж. Тя е построена между 1409 и 1411 г. по искане на Херцога на Бургундия след убийството на херцог Луи Орлеански – по-малкият брат на крал Шарл VI. Станал херцог след смъртта на баща си, Жан Безстрашни иска символично да отбележи приемането на властта, построявайки този дворец. Тук се създава голямо спираловидно стълбище, вдъхновено от това, построено от Шарл V в Лувъра. Налага се художествена аналогия между носещата колона и ствола на дърво. Ребрата на свода се изобразяват като клони. Тази аналогия е ясно изразена чрез растителната украса на свода на стълбовете, но не е безцелна, защото има хералдичен смисъл. Всяко представено растение по този начин символизира член на Бургундското семейство: в центъра е стволът на дървото, по него се изкачва хмел, като се присъединяват клоните на глог, излизащи от стените. Така посланието е, че дъбът е херцог Филип Смели, глогът – съпругата му Маргарета III Фландърска, а хмелът е Жан Безстрашни – техният син.
- Таванът-„дърво“ на интериора на Кулата на Жан Безстрашни, Париж
- Параклисът на Замъка Анже (1405 – 1413).
- Параклисът на Замъка Анже (1405 – 1413).
- Порталът на Чертога „Света Троица от Шампол“ до Дижон (около 1400 г.): първи светски реалистични изображения

Под патронажа на Луи I Анжуйски – третият брат на Шарл V се забелязват същите тенденции у параклиса „Света Троица от Райом“, където се повтаря ажурът от замъка Анже (на фр. Château d'Angers) в Анже. Истинска новост по онова време е реконструкцията на Замъка Сомюр (Château de Saumur) в Сомюр, наречен „Замък на любовта“, от крал Луи I Анжуйски.
Монументалното строителство, белязващо цялата художествена продукция от онова време, включително и скулптурата, се проявява ясно, когато през 1383 г. Филип Смели призовава ръководителя на проекта Клаус Слутер да построи чертога „Света Троица от Шампол“ (Chartreuse de la Sainte-Trinité de Champmol) до Дижон.

### Живопис
Стилистичната характеристика на живописта се отличава с благородна елегантност, която заменя монументалността. Акцентира се върху богато оцветените декоративни елементи, издължените фигури и плавните линии. Усъвършенстват се перспективата, моделирането и постановката. На фигурите започва да се отделя повече пространство, а интересът се насочва към реалистичното изобразяване на растенията и животните. Малките детайли на всеки елемент от композицията понякога са в ущърб на цялостната съгласуваност и обединяването на пространството.
- „Животът на Богородица“ и „Поклонението на влъхвите“ на късен готически олтар с резби и изрисувани дървени панели, църква „Св. Николай“ в Елбльонг, Полша.
- Мадоната на Андре Боневю на един от ръкописите на Псалтира на Жан дьо Бери с пренаселен гризайлен фон (ок. 1402 г.)
- Майстор на Тршебонския олтар, „Рудницка Мадона“ (ок. 1385 – 1390 г.), Бохемия
- Конрад фон Зост, „Поклонението на влъхвите“ (ок. 1420 г.), Мариенкирхе в Дортмунд
- Стефано ди Джовани Сасета, „Мадона“ (1432 – 1436 г.), пример за сиенски стил

#### Кралски портрети
Голяма част от представителните произведения на Международната готика са портрети на монарси заедно с изображение на светец. В някои случаи монарсите са въвеждани в Рая от тези светци, като например в миниатюрата на херцог Жан дьо Бери и на някои от роднините му, които са посрещнати от Свети Петър. От този период датират най-старите оцелели панели с портрети на монарси, а кралските ръкописи показват значителния напредък в реалистичното изобразяване на дарителя или възложителя.
- Анонимен бохемски майстор, „Мадоната от Глац с коленичил дарител вляво“ (ок. 1343 – 1344 г.)
- Школа на Майстор Теодерих Пражки, детайл с Коленичилият Карл IV (горе вляво) и синът му Вацлав IV (вдясно) пред Богородица, Бохемия (1371 г.)Национална галерия, Прага
- Жан дьо Водетар предлага библията си на крал Шарл V, ръкопис от Bible historiale de Jean de Vaudetar (1372 г.), Музей Меермано, Хага
- Коленичилият крал Ричард II (вляво) и Богородица (вдясно), Уилстънски диптих (1395 – 1399 г.)
- Майстор Бусико, „Пиер Сомон разговаря с крал Шарл VI“, илюстрация от ръкопис от ок. 1412 г., Женевска библиотека.

#### Показване и утвърждаване на дворцовия блясък
Когато благородници и обикновени хора съжителстват на една и съща сцена, те са третирани с различен подход – идеализация на първите и по-тясно свързване с реалността за вторите. По същия начин различните елементи на композицията все още изглеждат изолирани един от друг, разположени свободно в декора, понякога в ненатуралистични размери, пренебрегвайки ефектите от последователни картини. Така „Създаването на животните“ на Грабовския олтар, дело на Майстор Бертрам от Минден (около 1379 – 1383 г.), е представено с истинска вярност в сравнение с природата, но все още в много недоработено пространство: изрязаните силуети са просто поставени заедно, а птиците, макар и изобразени на златния фон, не са показани в полет като животинските фигури, украсяващи полетата на осветените ръкописи от онова време. И ако грижата за последователната перспектива не присъства и в „Райската градина“ – творба на Майстора от Горен Рейн (вероятно от Страсбург) от около 1410 – 1420 г., картината все пак представлява изключително обобщение на ботаниката и орнитологията. По същия начин украсата на лова във „Видението на свети Юстас“ от Пизанело (ок. 1436 – 1438 г.) все още изглежда само претекст за компилация от животни, сякаш пряко копирана от скицниците.
- Майстор Бертрам от Минден, „Създаването на животните“, Грабовски олтар (1375 – 1383 г.), Салон на изкуствата (Хамбург)
- Майстор от Горен Рейн, „Райската градина“ (1410 – 1420 г.), Щеделски художествен институт и галерия
- Пизанело, „Видението на Свети Юстас“ (1436 – 1438 г.), Национална галерия (Лондон)
- Мартин Торнер, „Благовещние на пастира“ (15 век), Музей за изящни изкуства (Кастельон де ла Плана)

В някои творби, най-добър пример от които е „Пребогатият часослов на херцог дьо Бери“, се вижда зараждането на истинската пейзажна живопис. Декорацията става все по-богата с развитието на стила в Северна Европа, докато в Италия повишената изтънченост на фигуративната живопис се абсорбира в ранната ренесансова живопис.

#### Идеализирани женски образи
Художниците и скулпторите издигат в идеал и женската фигура. Изобразяването на висши аристократи е ясно повлияно от придворната естетика, която може да бъде открита както в размяната на пръстени в сцената на годеж, изобразена в априлската миниатюра на календара на Пребогатия часослов на Жан дьо Бери, така и в Гоблена от Арас, показващ „трепетите на сърцето“.
Свещените фигури, на първо място тази на Богородица, са докоснати от същата склонност към рафинирана идеализация. В Централна Европа „красивите мадони“, издълбани в дърво, вдъхновени от френски готически модели, предават нова усмихната нежност.  Регионите на Рейн виждат появата на „нежния стил“ (Weicher Stil), представляващ тела, пропити с деликатна мекота, където крайниците вече не изглеждат поддържани от рамката на скелета.
- Профилни портрети
- Анонимен художник от Школата на Ян ван Ейк, „Жан Безстрашни“ (1404 – 1405 г.), Лувър (Париж)
- Анонимен френско-фламандски художник, „Портрет на дама“ (ок. 1410 г.), Национална художествена галерия (Вашингтон)
- Пизанело, „Портрет на принцеса“ (1435 – 1440 г.), Лувър (Париж)

#### Илюстровани ръкописи, панели и витражи
Илюстрованите ръкописи остават една от основните движещи сили в стила.
Основен английски принос са творби като Шерборнският мисал (Sherborne Missal) от ок. 1399 – 1407 г., както и стъклописите на Джон Торнтън (John Thornton) в Йоркската катедрала от 15 век и тези на Томас Глейзиър (Thomas Glazier) в Оксфорд от края на 14 и нач. на 15 век.
Нотингамските алабастрови дърворезби, произведени в значителни количества от работилници по стандартни модели, се изнасят в цяла Западна Европа в енорийските църкви, съзнаващи стойността им.
Часословът на Джан Галеацо Висконти от Милано също е ключово произведение.
- Джон Тортън, „Кралете Уилям I, Едуард Изповедник и Едуард III“ на южния прозорец на Йоркската катедрала
- Стр. 380 с Разпятие Христово – единствената миниатюра на цяла страница в Шерборнския мистрал
- Лист 46v от Часослова на Джан Галеацо Висконти, вероятно дело на Лукино Белбело от Павия
- „Възкресение Господне“ – панел от олтар (1450 – 1490 г.) с останки от боя, Худ. музей Уолтърс, Балтимор

Венцеславовата библия (на немски: Wenzelsbibel) или Библията на крал Вацлав IV е 6-томно ръкописно илюстровано издание на Стария завет (от книгите на Битие до книга на пророка Йезекиил) на немски език, изпълнено през 1389 – 1400 г. по негова поръчка. Изданието съдържа богати цветни илюстрации и украсени текстове. Намира се в колекцията на Австрийската национална библиотека във Виена.
- страница
- страница
- страница
- главна буква от текста
- главна буква от текста
- Детайл с краля и кралицата

Мисалът, Часословът и Библията се отличават с изключително декорирани наборни полета.
Жан дьо Бери – син и брат на френските крале е сред най-екстравагантните възложители на ръкописи и главният работодател на братя Лимбург и на Жакмар дьо Есден, но ползва и много други творци.
Големи колекции от ръкописи притежават и Вацлав IV – син на Карл IV, Джон от Ланкастър, първи херцог на Бедфорд – син на Хенри IV, както и херцозите на Бургундия – Филип II и Шарл Дръзки.
През 15 век градовете във Фландрия, най-вече Брюж, изместват Париж като основен център за производство на илюстровани ръкописи и панелна живопис.
- „Райската градина“ от „Пребогатия часослов на херцог дьо Бери“ от братя Лимбург (1410-те г.)
- Майстор от работилнитата на Венцислав, Илюстрован препис на „Златната була“ (ок. 1400 г.), Прага
- Лоренцо Монако, „Бягството в Египет“ (ок. 1405 г.)
- Анонимен, „Мари д'Аркур изобразена като Дева Мария“ (ок. 1415 г.), Нидерландия

## Скулптура
В скулптурата водещите италиански творци остават близо до класицизма и са повлияни от движението в сравнително по-малка степен. Лоренцо Гиберти напр. в много отношения е близо до стила, но всъщност той вече е повлиян от ранния ренесансов класицизъм.
Клаус Слутер е водещият скулптор в Бургундското херцогство и използва стила за създаване на силен монументален ефект. Създател е на известната скулптура „Кладенецът на Мойсей“, където статуята на Мойсей по пластична сила и експресия е достойна за сравнение с „Мойсей“ на Микеланджело. Клаус Слутер създава цяло направление в бургундската пластика. Заедно с учениците си той създава фигурите на „Оплаквачите“ за гробницата на Филип II Смели – в история на изкуството рядко може да се срещне толкова съвършено пластично изражение на мъжествената мълчалива скръб както в тези монолитни фигури, загърнати в дълги раса с качулки, смъкнати ниско над очите.
Повечето имена на скулптори от този период са неизвестни. Стилът оцелява по-дълго време в северната скулптура отколкото в живописта, където детайлният реализъм на Ранната нидерландска живопис е трудно да бъде претворен в скулптура.

### Малка скулптура
Готическата малка скулптура, независима от архитектурния орнамент, се концентрира основно върху религиозните предмети за дома или е поръчвана като дарение за местната църква. Това са произведения на градски скулптори. Най-разпространената тема е Богородица – сама или с Младенеца. Париж е основен център на тази индустрия, която изнася произведенията си главно за Севера, макар че и в Италия има значително производство.
Малките боядисани дървени фигури, най-често изобразяващи Богородица, са много разпространени и тъй като са лесно преносими, вероятно спомагат за разпространението на стила в Европа.
- Анонимен, „Мадоната от Вроцлав“ (ок. 1390 г.), Национален музей, Варшава
- Анонимен, „Мадона от Крузлова“ (ок. 1400 – 1410 г.), Национален музей, Краков
- Анонимен, „Бюст на Богородица“ (ок. 1390 – 1395 г.), полихромна теракота, Бохемия
- Френска дърворезба, изобразяваща Мария Магдалина, Музей на Средновековието (Париж)
- Пиетà, църква „Св. Барбара“, Краков

## Гоблени
Друга движеща сила на Международната готика е осигурена от центровете за производството на гоблени: Арас, Турне и Париж (в който производството на гоблени запада по време на английската окупация от 1418 – 1436 г.). Други центрове, този път вторични, са Лил, Валенсиен, Камбре, Анген, Ауденарде и Брюксел.
Поради постоянното покровителство на Бургундските херцози, техният придворен международен готически стил, издължени фигури, облекло с богати детайли и пренаселени композиции с фигури, разположени в редици, те дължат вдъхновението си на илюстраторите на ръкописи и пряко на художници като Бодуен дьо Байол. Байол се установява в Арас и създава картини за цеховете за гоблени в Арас и в Турне, в които елементите на местния стил се различават трудно. Чатсуъртските ловни гоблени (Devonshire Hunting Tapestries) от ок. 1430 – 1450 г. са вдъхновени от книгата на Гастон III, граф на Фоа за лова и от многото цикли за Троянската война, популярни по онова време. Религиозни и светски теми се съревновават в това по същината си светско изкуство.
Гоблените са преносим вид изкуство. Те придружават господарите им от един неотопляем и празен замък до друг. Самите тъкачи на гоблени могат да бъдат накарани да преместят работилниците си, въпреки че остават обвързани с достъпността на английската вълна. Религиозните и светските теми се съревновават в това по същество светско изкуство.
Друг вид изкуство с късноготически стил е този на боядисаните завеси, които служат за по-евтин заместител на тъканите завеси, но могат да бъдат произвеждани на подходящи тематика за кратко време. То обаче е лесно за пренебрегване, понеже на практика е изчезнало.

## Разцвет на стила
Между 1390 и 1420 г. съществува изключително тясна връзка между произведения, създадени в отдалечени едно от друго места в Европа. В северните миниатюри от „Пребогатите часослови“ на братя Лимбург, италианското „Поклонение на влъхвите“ на Лоренцо Монако и в скулптурите и миниатюрите на много други страни се открояват изключително стилизирани издължени фигури на старци с величествени дълги бради и поклащащи се фигури. Фигурите в библейските сцени носят екзотични дрехи като тези на съвременниците им в Близкия Изток или Византия. Много от фигурите изглежда са включени единствено, за да се покажат тези костюми. Броят на фигурите е увеличен многократно в познатите религиозни сцени. Влъхвите се сдобиват с големи свити, а Разпятието често се превръща в пренаселено събитие. Тези нововъведения надживяват самия стил.
- Анонимен, Статуя на Мойсей (ок. 1390 г.), Торун, Полша
- Конрад фон Зост, „Разпятие“ (1403 г.)
- Братя Лимбург, „Срещата на влъхвите“ от „Пребогатия часослов“ (1411 – 1416 г.), Музей Конде, Шантии
- Лоренцо Монако, „Поклонението на влъхвите“ (1420 – 1422 г.), Уфици, Флоренция

Наред с началото на светско представяне на фигурите на светци в аристократична версия се забелязва и внимание към ежедневната реалност на най-нисшите класи. Такава е преди всичко с фигурата на Свети Йосиф, показан като представител на най-бедната социална класа, за да стане ключ към тълкуването на свещените текстове. Бедният е една от най-благородните фигури: така съпругът на Мария е представен като скромен занаятчия със своите дърводелски инструменти в „Съмнението на Йосиф“ от Майстора от Горен Рейн (ок. 1410 – 1420 г.) или приготвя супа в „Триптиха на Рождество“ от Конрад фон Зост (1403 г.). В „Поклонението на влъхвите“ от Майстор Франке (1424 г.) той дори стига дотам, че прибира даровете, дадени на Исус, за да ги съхранява придвидливо в сандък, което е весела сатира на селското благоразумие.
- Изображения на свети Йосиф
- Конрад фон Зост, „Рождество Христово“ (1403 г.), Триптих в църквата „Свети Николай“, Бад Вилдунген
- Майстор от Горен Рейн, „Съмнението на Йосиф“ (ок. 1410 – 1420 г.), Музей на творбите на Нотър Дам, Страсбург
- Джентиле да Фабриано, „Представяне в храма“ (1423 г.), Лувър, Париж
- Майстор Франке, „Поклонение на влъхвите“ (1424 г.), Салон на изкуствата, Хамбург

Художественото представяне на аристократите и на народа все още се различава значително. В „Преследването на Света Барбара“ от Майстор Франке (ок. 1410 – 1415 г.) е много ясна диспропорцията на мащаба между класата на „малките“ (в двата смисъла на думата) и тази на господарите. Вижда се постепенно да се появява, наред с изисканата идеализация, запазената за благородническите фигури и освободена от всякакви специфични психологически фактори, една „натуралистична“ тенденция да представяне на хората. Този контраст може да отразява вид аристократично удоволствие, изпитвано от изправянето на излъскания дворцов свят пред неговата противоположност – този на смирените и нещастните, като например в дясната част на предела на „Поклонението на влъхвите“ от Джентиле да Фабриано, изобразяващо „Представяне в храма“ (1423 г.). Двете величествени жени от аристокрацията отляво на панела, представени според благородния си профил, подчертавайки богатството им чрез дрехите, образуват поразителен контраст с двамата бедни парцаливи просяци в другия край на сцената.
Успоредно с идеализацията и придворното усъвършенстване съществува и значителна тенденция към много по-изразителен стил, фокусиран върху грубото и насилствено представяне на смъртта във време, което все още е белязано от спомена за Голямата чума, която опустошава Европа от средата на 14 век и което е изразено и в известния мотив „Танц на смъртта“, който се появява около 1400 г. Някои сцени на мъченичество вече не спестяват кървавото показване на раните, нито меланхолията, изплуваща от страдащото или безжизнено тяло, както е в двете версии на „Смъртта на Христос“ от Майстор Франке (около 1430 г.) или в Голямата кръгла пиетà от Жан Малуел (около 1400 г.).
Представянията на трупове надхвърлят свещените сцени като погребалният гисант на кардинал Жан дьо Ла Гранж (1403) – първият пример на темата за трансформацията, която след това се разпространява в цяла Европа и която може да се сравни с миниатюрата от „Великите часове на Рохан“ (около 1430 г.), показваща представянето на смъртника пред съдията си.
- Изображения на смъртта
- Майстор Франке, „Оплакване на Христос“ (ок. 1435 г.), Салон на изкуствата, Хамбург
- Гисант на кардинал Жан дьо Ла Гранж (1403 г.), Музей Пти Пале, Авиньон
- Майстор от Рохан,„Великите часове на Рохан“, Представяне на смъртника пред съдията си (1430 г.), Национална библиотека, Париж, Франция

## Упадък
Създаването на „Поклонението на влъхвите“ от Джентиле да Фабриано във Флоренция през 1423 г. – кулминацията на Международната готика е последвано почти моментално от изписването на флорентинската Капела „Бранкачи“ от Мазолино и Мазачо (1424 – 1426 г.), която се определя като въведение в нов стил: този на Ранния Ренесанс. По подобен начин шедьовърът на братя Лимбург „Пребогатият часослов на херцог дьо Бери“ е последван няколко години по-късно от Торино-Миланския часослов, продължение на ръкопис, започнат десетилетия преди това от Майстора на облицовката за Херцога на Бери, който въпреки готическата си рамка въвежда изключително различен стил на рисуване.
Извън Флоренция обаче, в големите кралски дворове, стилът все още има силно влияние, като периодично се развива в нови насоки и се разклонява в различни течения – едно в Италия и друго в Северна Европа.
Но извън Флоренция и водещите дворове международната готика все още господства, постепенно се развива в посоки, които отново се разминават значително между Италия и Европа на север от Алпите. Изкуствата и архитектурата преминават в Ранния Ренесанс.

## Отношение с Ренесанса
Хронологически този стил предшества ранния Проторенесанс, времево се пресича с него, безусловно оказвайки влияние на първите творци от новото изкуство. Особено силно влияние готиката оказва на териториите на разпространение на Северния ренесанс в произведенията на нидерландските и немски художници. Нейните достижения остават много важни за това време, а Италия ще бъде обхваната от стремежа на опознаване и изучаване на античното класическо наследство.
Преди Куатроченто италианците все още се намират под впечатлението на международната готика – нейното влияние може да се забележи в произведенията на Виторе Карпачо, Паоло Учело, Карло Кривели и Сандро Ботичели.

## Известни художници от стил Готика
- Теодорик от Прага; Майсторът на Tршебонския олтар; Майсторът на облицовките, Жакмар дьо Есден
- Майстор Бетрам и Конрад фон Зоест в Германия, работещи предимно за градските бюргери.

Много от изброените художници се местят в различни градове и страни по време на кариерите си, с което се излагат на влиянието на стиловете от другите центрове. Например Бродерлам прекарва няколко години в Италия и се обсъжда, че Майсторът на облицовката е също от Бохемия, тъй като познатите му френски творби са много малко и са много близки до бохемското изкуство. Оцелелите панелни картини в добро състояние от преди 1390 г. са изключително редки с изключение на тези от италианския и от пражкия двор.
Някои от имената на италиански творци работили в готически стил, преходен към Ренесанса, са: Микелино да Бесоцо, Якопо Белини,Андреа Вани, Паоло Венециано, Аньоло Гади, Тадео Гади, Джованино де Граси, Виторио Кривели, Пиетро Лоренцети, Амброджо Лоренцети, Мазолино да Паникале, Симоне Мартини, Лоренцо Монако, Пизанело, Джорджо Скиявоне, Джентиле да Фабриано, Лукино Белбело да Павия, Стефано да Верона.